# Južnoturkijski jezici
Južnoturkijski jezici ili oguski jezici skupina su turkijskih jezika kojim se govori na područjima Turske, Ukrajine, Turkmenistana, Azerbajdžana, Moldove, Kine i Irana. 
Podjela oguskih jezika i dijalekata zamršena je njihovom srodnošću. Ranija klasifikacija na turske, azerske i turkmenske jezike prepojednostavljena je. Mogu se razlikovati sljedeći jezici i skupine: turski (uključujući i gagauski), azerski, afšarski i afšaroidni govori (s određenim prijelaznim dijalektima kao što su kaškajski, aynalu), horasanski te turkmenski.
Teško je povući crtu između južnoanatolijskih turskih dijalekata i azerbejdžanskoga te između azerbejdžanskoga i afšarodnih govora te horasanskoga.
Salarski jezik miješani je jezik koji dijeli mnogo s oguskim, ali posjeduje i kipčačka i/ili južnosibirska obilježja.

## Vanjske poveznice
- Ethnologue (14th)
- Ethnologue (15th)